# Timirjazevskaja (stanice metra v Moskvě)
Timirjazevskaja (rusky Тимирязевская) je stanice moskevského metra. Lze zde přestoupit na stejnojmennou stanici moskevského monorailu.

## Charakter stanice
Timirjazevskaja se nachází na Serpuchovsko-Timirjazevské lince, v její severní části. Je to ražená, hluboko založená (63,5 m pod povrchem) stanice jednolodní konstrukce s jedním výstupem vyvedeným z prostoru nástupiště eskalátorovým tunelem do podpovrchového vestibulu nacházejícího se pod nedalekou křižovatkou. Konstrukce stanice umožňuje také dodatečné vybudování druhého výstupu, vycházejícího z opačného konce nástupiště. Světlo zajišťují lampy umístěné v hlavici sloupů na nástupišti, osvětlují strop celého jednolodního prostoru. Na obklad stanice byl použit mramor světlých odstínů pro stěny za nástupištěm a na podlahu žula; na ukončené straně nástupiště se nachází dekorativní mozaika. Timirjazevskaja, která dala částečně název i celé lince metra, byla otevřena jako součást úseku mezi stanicemi Dmitrovskaja a Otradnoje 7. března 1991. Denně ji využije okolo 60 000 cestujících.